# وینسور هارمون
وینسور هارمون (انگلیسی: Winsor Harmon؛ زادهٔ ۲۲ نوامبر ۱۹۶۳) یک هنرپیشه، کارگردان، تهیه‌کننده، و خواننده اهل ایالات متحده آمریکا است.
از فیلم‌ها یا برنامه‌های تلویزیونی که وی در آن نقش داشته است می‌توان به جسور و زیبا اشاره کرد.